# Выборы в Законодательное собрание Нижегородской области (2016)
Выборы депутатов Законодательного собрания Нижегородской области шестого созыва состоялись в Нижегородской области 18 сентября 2016 года в единый день голосования, одновременно с выборами в Государственную думу РФ. Выборы прошли по смешанной избирательной системе: из 50 депутатов 25 были избраны по партийным спискам (пропорциональная система), другие 25 — по одномандатным округам (мажоритарная система). Для попадания в заксобрание по пропорциональной системе партиям необходимо преодолеть 5%-й барьер. Срок полномочий депутатов — пять лет.
На 1 июля 2016 года в области было зарегистрировано 2 636 906 избирателя. Явка составила 43,95 %.

## Ключевые даты
- 16 июня Законодательное собрание Нижегородской области назначило выборы на 18 сентября 2016 года (единый день голосования).[4]
  - 17 июня постановление о назначении выборов было опубликовано в СМИ.[5]
- 17 июня Избирательная комиссия Нижегородской области утвердила календарный план мероприятий по подготовке и проведению выборов.[5]
- по 22 июля — период выдвижения кандидатов и списков.[5]
  - агитационный период начинается со дня выдвижения и заканчивается и прекращается за одни сутки до дня голосования.[5]
- по 5 августа — период представления документов для регистрации кандидатов и списков.[5]
- с 20 августа по 16 сентября — период агитации в СМИ.[5]
- 17 сентября — день тишины.[5]
- 18 сентября — день голосования.

## Участники
5 партий получили право быть зарегистрированными без сбора подписей избирателей:
- Единая Россия
- Коммунистическая партия Российской Федерации
- ЛДПР — Либерально-демократическая партия России
- Справедливая Россия
- Яблоко

### Выборы по партийным спискам
По единому округу партии выдвигали списки кандидатов. Для регистрации выдвигаемого списка партиям требовалось собрать от 13 237 до 14 560 подписей избирателей (0,5 % от числа избирателей).
| 1 | ЛДПР                                            | Владимир Жириновский • Владислав Атмахов • Никита Сорокин    | 25 | 53 | зарегистрирован                                                        |
| 2 | Российская партия пенсионеров за справедливость | Александр Кулигин • Юрий Аранович • Геннадий Яковлев         | 22 | 25 | зарегистрирован                                                        |
| 3 | Коммунисты России                               | Максим Сурайкин • Илья Ульянов • Светлана Юдина              | 25 | 52 | зарегистрирован                                                        |
| 4 | Единая Россия                                   | Валерий Шанцев • Ольга Щетинина • Владимир Паков             | 25 | 78 | зарегистрирован                                                        |
| 5 | Гражданская Сила                                | Илья Померанцев • Виктор Зайденберг • Михаил Швыганов        | 14 | 17 | зарегистрирован                                                        |
| 6 | Патриоты России                                 | Михаил Кузнецов • Елизавета Таланина • Александр Митрофанов  | 13 | 26 | зарегистрирован                                                        |
| 7 | Родина                                          | Сергей Алмаев • Евгений Рогозин • Виктор Сопин               | 25 | 31 | зарегистрирован                                                        |
| 8 | Яблоко                                          | Асхат Каюмов • Ирина Мурахтаева • Андрей Хомов               | 25 | 31 | зарегистрирован                                                        |
| 9 | КПРФ                                            | Владислав Егоров • Дмитрий Горлов                            | 25 | 66 | зарегистрирован                                                        |
| 10 | Справедливая Россия                             | Александр Бочкарев • Галина Клочкова • Александр Разумовский | 25 | 49 | зарегистрирован                                                        |
| 11 | Партия Роста                                    | Павел Солодкий • Александр Косовских • Нина Прибутковская    | 14 | 27 | зарегистрирован                                                        |
| — | Партия Великое Отечество                        | Николай Стариков • Андрей Завьялов • Павел Чиркунов          | 25 | 32 | отказано в регистрации (недостаточное количество достоверных подписей) |
| *Региональная группа соответствует одному одномандатному округу и должна включать от 1 до 3 кандидатов. Региональных групп должно быть от 13 до 25. |                                                 |                                                              |    |    |                                                                        |
| **Без учёта выбывших кандидатов. Общее число кандидатов не должно превышать 78 человек.                                                             |                                                 |                                                              |    |    |                                                                        |

### Выборы по округам
По 25 одномандатным округам кандидаты выдвигались как партиями, так и путём самовыдвижения. Кандидатам требовалось собрать 3 % подписей от числа избирателей соответствующего одномандатного округа.
| Партия | Партия                                          | Кандидатов |
| ------ | ----------------------------------------------- | ---------- |
|        | Единая Россия                                   | 25         |
|        | КПРФ                                            | 19         |
|        | Коммунисты России                               | 15         |
|        | ЛДПР                                            | 25         |
|        | Партия Великое Отечество                        | 1          |
|        | Партия Роста                                    | 3          |
|        | Родина                                          | 1          |
|        | Российская партия пенсионеров за справедливость | 5          |
|        | Справедливая Россия                             | 17         |
|        | Яблоко                                          | 10         |
|        | Самовыдвижение                                  | 9          |
| Всего  | Всего                                           | 130        |

| №  | Состав | Избирателей |
| -- | --- | ----------- |
| 1  | частично Автозаводский район города Нижний Новгород                                                                                         | 108 700     |
| 2  | частично Автозаводский район города Нижний Новгород                                                                                         | 110 300     |
| 3  | Ленинский район города Нижний Новгород | 115 100     |
| 4  | Московский район города Нижний Новгород, частично Канавинский, Сормовский районы города Нижний Новгород                                     | 121 200     |
| 5  | частично Сормовский район города Нижний Новгород                                                                                            | 126 400     |
| 6  | частично Канавинский район города Нижний Новгород                                                                                           | 121 900     |
| 7  | Нижегородский район города Нижний Новгород                                                                                                  | 106 200     |
| 8  | Советский район города Нижний Новгород | 115 400     |
| 9  | Приокский район города Нижний Новгород, частично Автозаводский район города Нижний Новгород                                                 | 106 000     |
| 10 | частично город Дзержинск | 98 800      |
| 11 | частично город Дзержинск | 101 200     |
| 12 | Вачский район, Павловский район | 95 800      |
| 13 | городской округ Навашинский, Ардатовский район, Сосновский район, Богородский район                                                         | 111 800     |
| 14 | городской округ город Выкса, городской округ город Кулебаки, Вознесенский район                                                             | 125 600     |
| 15 | городской округ город Первомайск, городской округ город Саров, Дивеевский район                                                             | 105 600     |
| 16 | городской округ город Арзамас, Арзамасский район                                                                                            | 113 700     |
| 17 | Вадский район, Дальнеконстантиновский район, Лукояновский район, Перевозский район, Починковский район, Шатковский район                    | 108 000     |
| 18 | Большеболдинский район, Большемурашкинский район, Бутурлинский район, Гагинский район, Княгининский район, Сергачский район, Спасский район | 85 000      |
| 19 | Воротынский район, Краснооктябрьский район, Лысковский район, Пильнинский район, Сеченовский район                                          | 85 200      |
| 20 | Кстовский район | 91 900      |
| 21 | Балахнинский район, Володарский район | 107 800     |
| 22 | городской округ Сокольский, городской округ город Чкаловск, Городецкий район                                                                | 105 100     |
| 23 | городской округ город Бор | 98 100      |
| 24 | городской округ Семеновский, Варнавинский район, Воскресенский район, Ковернинский район, Краснобаковский район                             | 93 700      |
| 25 | городской округ город Шахунья, Ветлужский район, Тонкинский район, Тоншаевский район, Уренский район, Шарангский район                      | 97 100      |

## Результаты
| Место                      | Место                      | Партия                                          | по областным спискам | по областным спискам | по областным спискам | по одно- мандатным округам | всего         | всего |
| Место                      | Место                      | Партия                                          | Голоса               | %                    | Получено мест        | Получено мест              | Получено мест | %     |
| -------------------------- | -------------------------- | ----------------------------------------------- | -------------------- | -------------------- | -------------------- | -------------------------- | ------------- | ----- |
|                            | 1.                         | «Единая Россия»                                 | 642 929              | 54,91 %              | 16                   | 25                         | 41            | 82 %  |
|                            | 2.                         | КПРФ                                            | 156 387              | 13,36 %              | 4                    | 0                          | 4             | 8 %   |
|                            | 3.                         | ЛДПР                                            | 155 801              | 13,31 %              | 3                    | 0                          | 3             | 6 %   |
|                            | 4.                         | «Справедливая Россия»                           | 81 421               | 6,95 %               | 2                    | 0                          | 2             | 4 %   |
|                            |                            |                                                 |                      |                      |                      |                            |               |       |
|                            | 5.                         | «Коммунисты России»                             | 29 862               | 2,55 %               | 0                    | 0                          | 0             | 0 %   |
|                            | 6.                         | Российская партия пенсионеров за справедливость | 20 693               | 1,77 %               | 0                    | 0                          | 0             | 0 %   |
|                            | 7.                         | «Родина»                                        | 18 743               | 1,60 %               | 0                    | 0                          | 0             | 0 %   |
|                            | 8.                         | «Яблоко»                                        | 17 918               | 1,53 %               | 0                    | 0                          | 0             | 0 %   |
|                            | 9.                         | Партия Роста                                    | 12 049               | 1,03 %               | 0                    | 0                          | 0             | 0 %   |
|                            | 10.                        | «Патриоты России»                               | 6078                 | 0,52 %               | 0                    | —                          | 0             | 0 %   |
|                            | 11.                        | «Гражданская Сила»                              | 2838                 | 0,24 %               | 0                    | —                          | 0             | 0 %   |
|                            |                            | Партия Великое Отечество                        | —                    | —                    | —                    | 0                          | 0             | 0 %   |
|                            |                            | Самовыдвижение                                  | —                    | —                    | —                    | 0                          | 0             | 0 %   |
| Недействительные бюллетени | Недействительные бюллетени | Недействительные бюллетени                      | 26 070               | 2,23 %               |                      |                            |               |       |
| Всего                      | Всего                      | Всего                                           | 1 170 789            | 100 %                | 25                   | 25                         | 50            | 100 % |